# Sebastiania weddelliana
Sebastiania weddelliana är en törelväxtart som först beskrevs av Henri Ernest Baillon, och fick sitt nu gällande namn av Johannes Müller Argoviensis. Sebastiania weddelliana ingår i släktet Sebastiania och familjen törelväxter. Inga underarter finns listade i Catalogue of Life.